# Tamás Szombathelyi
Tamás Szombathelyi (Budapest, 1º maggio 1953) è un ex pentatleta ungherese.

## Palmarès
In carriera ha conseguito i seguenti risultati:
- Giochi olimpici:

Mosca 1980: argento nel pentathlon moderno individuale ed a squadre.
- Mondiali:

Zielona Góra 1981: argento nel pentathlon moderno a squadre e bronzo individuale.
Warendorf 1983: argento nel pentathlon moderno a squadre.